# SN 1999gm
SN 1999gm – supernowa typu Ia odkryta 15 grudnia 1999 roku w galaktyce PGC0024106. W momencie odkrycia miała maksymalną jasność 17,30m.